# Wojciech Jaruzelski
Wojciech Witold Jaruzelski (Kurów, 6 luglio 1923 – Varsavia, 25 maggio 2014) è stato un politico e generale polacco, capo di Stato de facto (a seguito di colpo militare) del Paese tra il 1981 e il 1989 e poi, formalmente, come legittimo presidente dal 1989 al 1990.
Figura controversa del periodo socialista della Polonia, la sua adozione della legge marziale nel Paese nel 1981 all'insorgere delle proteste antigovernative da parte del sindacato Solidarność è oggetto di letture opposte: a fronte di chi la interpreta come una soppressione incostituzionale dei diritti della popolazione, vi è parte di giudizio storico che tende a leggerla in ottica di prevenzione di una (ben più grave) invasione sovietica, come accadde in Ungheria nel 1956 e in Cecoslovacchia nel 1968.
Proveniente da una famiglia della piccola nobiltà deportata in Siberia, raggiunse nel dopoguerra il grado di generale d'armata e fu comandante dell'Esercito Popolare della Polonia; si dimise da ogni incarico nel 1989, facilitando la transizione della Polonia verso l'adozione di un sistema di liberalismo rappresentativo; con le elezioni del 1989 Jaruzelski divenne il primo presidente della Polonia post-comunista.

## Biografia
Nato in una famiglia di origini nobili, nel primo dopoguerra frequentò un liceo cattolico. Dopo la firma del patto Molotov-Ribbentrop e l'invasione sovietica della Polonia (17 settembre 1939) Jaruzelski e la sua famiglia furono catturati dagli agenti del NKVD (Commissariato del Popolo agli Affari Interni), e deportati nei campi di prigionia sovietici. Nel 1940, quando Jaruzelski aveva 16 anni, la sua famiglia condivise il destino di altre 26.000 famiglie polacche che furono deportate in Siberia ed in Kazakistan: qui, nel lavoro forzato nelle miniere di carbone di Karaganda, subì danni permanenti agli occhi e alla schiena.
Divenuto orfano, fu selezionato dalle autorità sovietiche per la scuola ufficiali e si arruolò nell'esercito polacco che si formava sul suolo russo. Come comandante di un'unità di ricognizione passò l'intero percorso di guerra della Prima Armata dell'Esercito Polacco da Lenino (1943) fino a Berlino (1945). Fu membro del Partito Operaio Unificato Polacco dal 1947 e continuò la carriera militare nella Polonia Popolare. Nel 1968 divenne Ministro della Difesa e ricoprì tale carica fino al 1983.
Quando nel dicembre del 1970 iniziò una crisi politica causata dagli scioperi organizzati in alcune città sul Mar Baltico (Danzica e Stettino), Jaruzelski fu tra coloro che premettero sulle dimissioni di Władysław Gomułka e diedero appoggio al nuovo leader Edward Gierek. Dal 1971 fu membro permanente dell'Ufficio Politico del Partito. Di fronte all'aggravarsi della situazione politica ed economica del Paese alla fine degli anni settanta e per fronteggiare l'attività del sindacato "Solidarność" assunse nell'estate del 1981 l'incarico del Capo del governo e Primo segretario del POUP. In questa duplice veste cercava di dominare la situazione che, specialmente sul piano economico, di giorno in giorno diventava sempre più grave.
Nel contempo, a seguito delle continue pressioni sovietiche, Jaruzelski intraprese la pianificazione di un colpo di Stato: il 13 dicembre 1981 proclamò l'instaurazione dello stato di guerra e divenne il capo del Consiglio Militare di Salvezza Nazionale. Jaruzelski nel 1997 ha sostenuto che anche gli USA avessero informalmente autorizzato la sua presa del potere, grazie ai contatti che Eugeniusz Molczyk ebbe con il vicepresidente George H. W. Bush, considerando Washington il colpo di Stato un male minore rispetto all'invasione sovietica della Polonia.
Non tutti però concordano con questa ricostruzione storica. Nel settembre 1997 Viktor Kulikov, ex Comandante in capo delle forze del Patto di Varsavia, ha negato fosse in programma un intervento militare. Dai verbali delle riunioni del Politburo a partire dal 10 dicembre 1981 risulta che Jurij Vladimirovič Andropov abbia affermato: "Non intendiamo introdurre truppe in Polonia. Questa è la posizione corretta e dobbiamo rispettarla fino alla fine. Non so come andranno le cose in Polonia, ma anche se la Polonia dovesse cadere sotto il controllo di Solidarność, sarà così". Ci sono tuttavia testimonianze di militari del Patto di Varsavia che in quei giorni fossero giunti gli ordini per attuare l'Operation Krkonoše, il piano per l'invasione della Polonia, con molte unità militari pronte ad intervenire lungo i confini.
In virtù delle leggi militari vennero sciolti o sospesero la loro attività tutte le organizzazioni politiche tranne il POUP e i due partiti minori alleati di esso; i maggiori attivisti di "Solidarność" furono invece arrestati e imprigionati. Jaruzelski decise di confinare ed espellere dal partito anche Gierek e Jaroszewicz, ora accusati di aver portato il Paese, con una sciagurata politica economica, sull'orlo della bancarotta.
Nel corso degli anni ottanta e specialmente dopo l'avvio della perestrojka nell'Unione Sovietica il regime si attenuò fino a stipulare trattative con l'opposizione. Nell'inverno del 1989 Jaruzelski diede inizio ai cosiddetti "dibattimenti della Tavola Rotonda" per passare gradualmente il potere a Solidarność. Durante la sua visita in Polonia in quello stesso anno, George Bush gli consigliò di candidarsi a Presidente della Repubblica per garantire un passaggio equilibrato dal socialismo alla liberal-democrazia.
Eletto presidente, formò un governo di coalizione guidato da Solidarność. Nel 1990 gli succedette Lech Wałęsa e di conseguenza Jaruzelski si ritirò a vita privata. Ormai lontano dalla politica attiva, nel corso degli anni novanta molti politici ed anche semplici cittadini l'accusavano di una lunga serie di atrocità perpetrate dal passato governo comunista. A causa della malattia i due procedimenti penali contro il generale per il massacro degli operai a Danzica nel 1970 e l’introduzione della legge marziale nel 1981 erano stati sospesi.
Durante uno di tali processi, emerse una circostanza poco nota: il colpo di Stato militare di Jaruzelski scattò poche ore prima che venisse avviata l'invasione del paese da parte di truppe corazzate sovietiche da est e di truppe corazzate tedesco-orientali da ovest, già schierate ai confini. Sul suo ruolo nella storia del Paese i pareri non sono unanimi: parte dei polacchi ha infatti espresso opinione che la proclamazione dello stato di guerra nel 1981 sarebbe stato "il male minore", che risparmiò alla Polonia un'invasione sovietica.
Nel maggio del 2005 il presidente russo Vladimir Putin gli consegnò una medaglia commemorativa a Mosca: tale gesto fu aspramente criticato dal presidente della Repubblica Ceca Václav Klaus, secondo cui l'ex presidente polacco sarebbe rimasto il simbolo delle truppe del Patto di Varsavia che avevano invaso la Cecoslovacchia nel 1968; Jaruzelski respinse le accuse, affermando subito di aver definito l'invasione sovietica "un errore politico e morale".
Il 28 marzo 2006 si diffuse la notizia che il neopresidente polacco Lech Kaczyński avrebbe voluto fare un gesto simile a quello del suo collega russo: Jaruzelski ricevette effettivamente una croce al merito, ma Kaczyński dichiarò che il riconoscimento era pervenuto all'ex-presidente a causa di un errore burocratico; due giorni dopo Jaruzelski restituì l'onorificenza. Nel 2007 l'Istituto della memoria nazionale (IPN) ha formalmente accusato di "crimine comunista" il generale Wojciech Jaruzelski per aver decretato la legge marziale nel 1981 al tempo di Solidarność con le conseguenti repressioni e morti tra i manifestanti ed i rivoltosi.
Da tempo malato di cancro, è morto il 25 maggio 2014 all'età di 90 anni a Varsavia, nel reparto di terapia intensiva dell'ospedale militare dove era ricoverato da mesi, per le conseguenze di un ictus. Pochi giorni prima di morire si rese protagonista di uno scandalo finito su tutti i giornali: mentre era ricoverato in ospedale, avrebbe sedotto la sua infermiera Dorota Walewska, di circa quarant'anni più giovane. Avendoli trovati in posizione compromettente, all'età di 86 anni, la moglie di Jaruzelski aveva recentemente iniziato le pratiche per il divorzio.
Il sacerdote Jan Dohnalik ha dichiarato che in punto di morte Jaruzelski aveva chiesto ed ottenuto di ricevere l'unzione degli infermi. Le esequie si sono tenute il 30 maggio nella cattedrale di Campo dell'Esercito Polacco e sono state celebrate dall'arcivescovo ordinario militare Józef Guzdek. Le sue ceneri sono state sepolte nel cimitero militare Powązki di Varsavia.

## Carriera
- chorąży (alfiere) – 16 dicembre 1943
- podporucznik (sottotenente) – 11 novembre 1944
- porucznik (tenente) – 25 aprile 1945
- kapitan (capitano) – 22 luglio 1946
- major (maggiore) – 10 luglio 1948
- podpułkownik (tenente colonnello) – 25 gennaio 1949
- pułkownik (colonnello) – 31 dicembre 1953
- generał brygady (generale di brigata) – 14 luglio 1956
- generał dywizji (generale di divisione) – 13 luglio 1960
- generał broni (generale di corpo d'armata) – 9 luglio 1968
- generał armii (generale d'armata) – 23 settembre 1973

### Onorificenze polacche

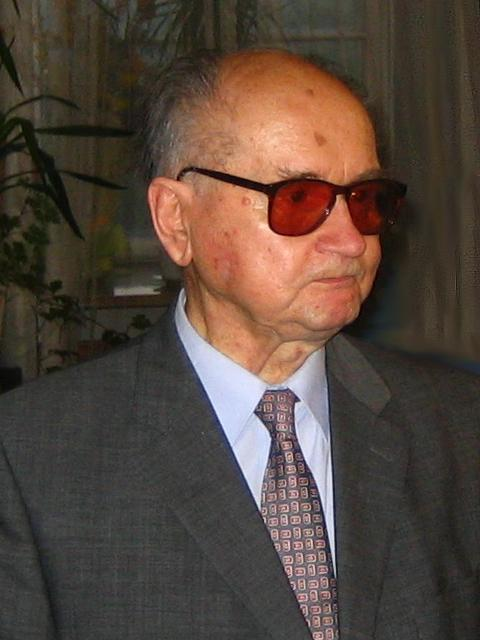
Wojciech Jaruzelski nel 2006

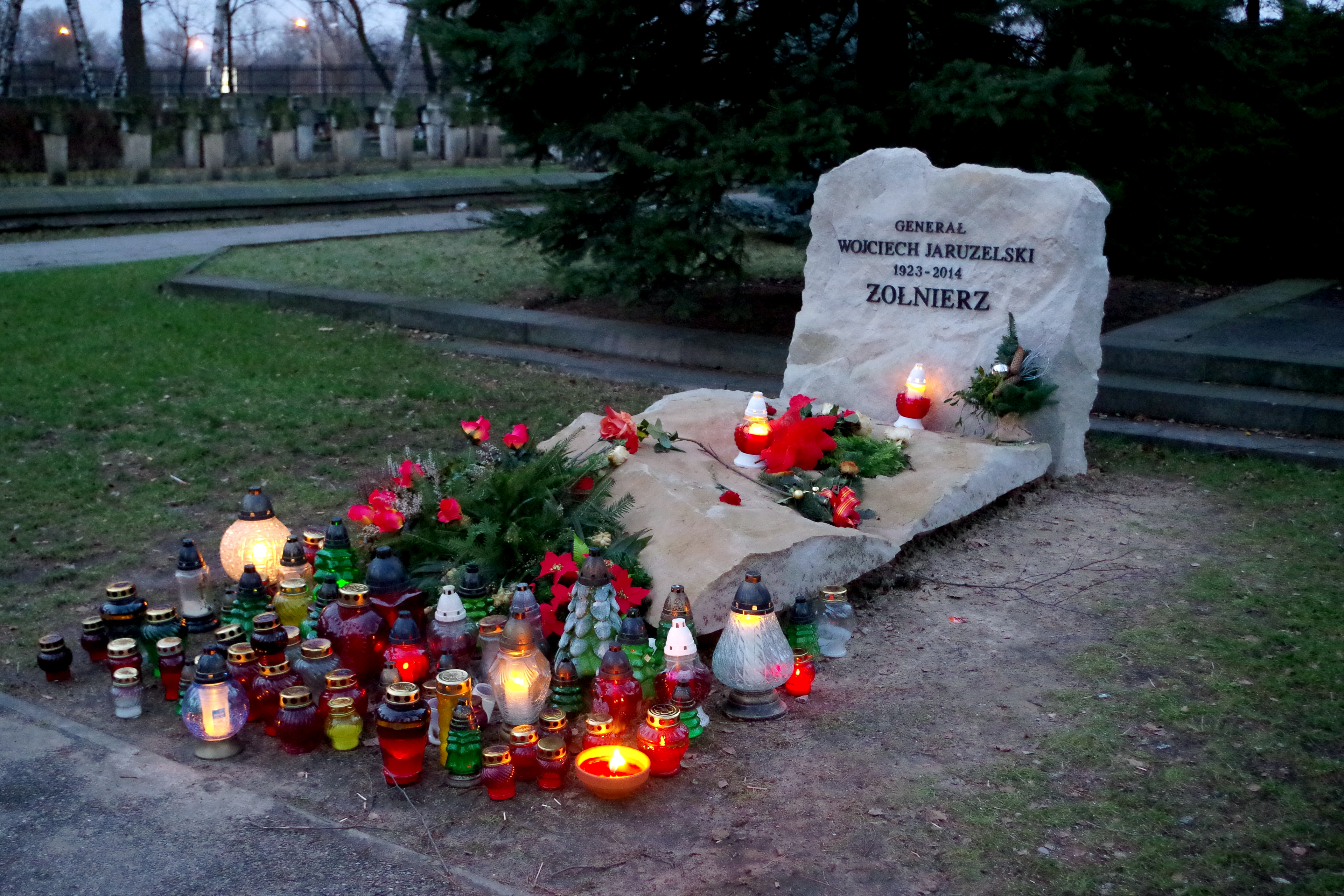
La sua tomba nel Cimitero militare Powązki di Varsavia